# Adamówka (rejon żmeryński)
Adamówka (ukr. Адамівка) – wieś na Ukrainie, w obwodzie winnickim, w rejonie żmeryńskim.
W czasach Rzeczypospolitej wieś leżała w województwie podolskim. Odpadła od Polski w wyniku II rozbioru.